# Bob Turley
Robert Lee Turley (Troy, Illinois, 19 de septiembre de 1930-Atlanta, Georgia, 30 de marzo de 2013), más conocido como Bob Turley, fue un jugador profesional estadounidense de béisbol que se desempeñó en la posición de lanzador en las Grandes Ligas de Béisbol (MLB). Logró obtener el premio MVP (jugador más valioso de la Serie Mundial).

## Carrera
Turley jugó como profesional tres temporadas en Baltimore Orioles (1951, 1953-1954), después pasó a New York Yankees (1955-1962), luego a Los Angeles Angels (1963), posteriormente a Boston Red Sox, donde jugó una temporada (1963), y fue el equipo en el que se retiró.

## Premios
Fue galardonado con el MVP (jugador más valioso de la Serie Mundial) en una oportunidad (1958).